# Anoura latidens
Anoura latidens es una especie de murciélago de la familia Phyllostomidae.

## Distribución geográfica
Se encuentra en Colombia, Perú, y Venezuela.